# Polystachya songaniensis
Polystachya songaniensis är en orkidéart som beskrevs av Graham Williamson. Polystachya songaniensis ingår i släktet Polystachya och familjen orkidéer. Inga underarter finns listade i Catalogue of Life.